# Rouvroy (Luxemburg)
Rouvroy (Duits: Rüwert) is een plaats en gemeente in de Belgische provincie Luxemburg. Het ligt in de streek de Gaume en naast het Frans wordt er ook Gaumais gesproken. Rouvroy grenst aan Frankrijk, bestaat uit vier deelgemeente en telt ruim 2000 inwoners.

## Kernen

### Deelgemeenten
| # | Naam        | Opp. (km²) | Inwoners (2020) | Inwoners per km² | NIS-code |
| - | ----------- | ---------- | --------------- | ---------------- | -------- |
| 1 | Dampicourt  | 11,30      | 762             | 67               | 85047A   |
| 2 | Harnoncourt | 5,24       | 536             | 102              | 85047B   |
| 3 | Lamorteau   | 5,74       | 566             | 99               | 85047C   |
| 4 | Torgny      | 5,82       | 249             | 43               | 85047D   |

#### Overige kernen
- Montquintin en Couvreux in Dampicourt
- Rouvroy, dat zijn naam gaf aan de gemeente, was voor de fusieoperatie slechts een gehucht van Harnoncourt, dat het nu nog is.

### Aangrenzende gemeentes
| Aangrenzende gemeenten | Aangrenzende gemeenten | Aangrenzende gemeenten | Aangrenzende gemeenten | Aangrenzende gemeenten |
| ---------------------- | ---------------------- | ---------------------- | ---------------------- | ---------------------- |
| Thonne-la-Long (fr)    |                        | Meix-devant-Virton     |                        | Virton                 |
|                        |                        |                        |                        |                        |
| Verneuil-Petit (fr)    |                        |                        |                        |                        |
|                        |                        |                        |                        |                        |
| Écouviez (fr)          |                        | Velosnes (fr)          |                        | Épiez-sur-Chiers (fr)  |

## Geografie
Rouvroy ligt aan de rivier de Ton. Het is niet alleen de meest zuidelijke gemeente van het land maar ook de Belgische gemeente die het verst van de hoofdstad Brussel verwijderd is.

## Demografische evolutie
Alle historische gegevens hebben betrekking op de huidige gemeente, inclusief deelgemeenten, zoals ontstaan na de fusie van 1 januari 1977.
- Bronnen:NIS, Opm:1831 tot en met 1981=volkstellingen; 1990 en later= inwonertal op 1 januari

| Inwoners van jaar tot jaar op 1 januari 1992 tot heden | Inwoners van jaar tot jaar op 1 januari 1992 tot heden | Inwoners van jaar tot jaar op 1 januari 1992 tot heden |
| jaar                                                   | Aantal                                                 | Evolutie: 1992=index 100                               |
| ------------------------------------------------------ | ------------------------------------------------------ | ------------------------------------------------------ |
| 1992                                                   | 1.900                                                  | 100,0                                                  |
| 1993                                                   | 1.927                                                  | 101,4                                                  |
| 1994                                                   | 1.924                                                  | 101,3                                                  |
| 1995                                                   | 1.902                                                  | 100,1                                                  |
| 1996                                                   | 1.875                                                  | 98,7                                                   |
| 1997                                                   | 1.882                                                  | 99,1                                                   |
| 1998                                                   | 1.892                                                  | 99,6                                                   |
| 1999                                                   | 1.896                                                  | 99,8                                                   |
| 2000                                                   | 1.877                                                  | 98,8                                                   |
| 2001                                                   | 1.923                                                  | 101,2                                                  |
| 2002                                                   | 1.950                                                  | 102,6                                                  |
| 2003                                                   | 1.949                                                  | 102,6                                                  |
| 2004                                                   | 1.941                                                  | 102,2                                                  |
| 2005                                                   | 1.975                                                  | 103,9                                                  |
| 2006                                                   | 1.983                                                  | 104,4                                                  |
| 2007                                                   | 2.007                                                  | 105,6                                                  |
| 2008                                                   | 2.067                                                  | 108,8                                                  |
| 2009                                                   | 2.057                                                  | 108,3                                                  |
| 2010                                                   | 2.097                                                  | 110,4                                                  |
| 2011                                                   | 2.074                                                  | 109,2                                                  |
| 2012                                                   | 2.076                                                  | 109,3                                                  |
| 2013                                                   | 2.065                                                  | 108,7                                                  |
| 2014                                                   | 2.096                                                  | 110,3                                                  |
| 2015                                                   | 2.094                                                  | 110,2                                                  |
| 2016                                                   | 2.094                                                  | 110,2                                                  |
| 2017                                                   | 2.094                                                  | 110,2                                                  |
| 2018                                                   | 2.082                                                  | 109,6                                                  |
| 2019                                                   | 2.107                                                  | 110,9                                                  |
| 2020                                                   | 2.113                                                  | 111,2                                                  |
| 2021                                                   | 2.108                                                  | 110,9                                                  |
| 2022                                                   | 2.138                                                  | 112,5                                                  |
| 2023                                                   | 2.141                                                  | 112,7                                                  |
| 2024                                                   | 2.144                                                  | 112,8                                                  |
| 2025                                                   | 2.111                                                  | 111,1                                                  |

## Politiek

### Resultaten gemeenteraadsverkiezingen sinds 1976
| Partij               | 10-10-1976 | 10-10-1976 | 10-10-1982 | 10-10-1982 | 9-10-1988 | 9-10-1988 | 9-10-1994 | 9-10-1994 | 8-10-2000 | 8-10-2000 | 8-10-2006 | 8-10-2006 | 14-10-2012 | 14-10-2012 | 14-10-2018 | 14-10-2018 | 13-10-2024 | 13-10-2024 |
| Stemmen / Zetels     | %          | 9          | %          | 9          | %         | 9         | %         | 9         | %         | 9         | %         | 9         | %          | 11         | %          | 11         | %          | 11         |
| -------------------- | ---------- | ---------- | ---------- | ---------- | --------- | --------- | --------- | --------- | --------- | --------- | --------- | --------- | ---------- | ---------- | ---------- | ---------- | ---------- | ---------- |
| PSC1 / RMG2          | 59,141     | 6          | 48,661     | 6          | 46,31     | 5         | 49,821    | 4         | 43,942    | 4         | 36,462    | 3         | -          |            | -          |            | -          |            |
| IC                   | 40,86      | 3          | -          |            | -         |           | -         |           | -         |           | -         |           | -          |            | -          |            | -          |            |
| UC1 / EC2 / GO3      | -          |            | 19,351     | 1          | 40,791    | 4         | 50,182    | 5         | 56,063    | 5         | 63,542    | 6         | 62,663     | 7          | 100,003    | 11         | 100,003    | 11         |
| AD                   | -          |            | 17,88      | 1          | -         |           | -         |           | -         |           | -         |           | -          |            | -          |            | -          |            |
| PSA                  | -          |            | 14,1       | 1          | -         |           | -         |           | -         |           | -         |           | -          |            | -          |            | -          |            |
| A&A                  | -          |            | -          |            | 12,91     | 0         | -         |           | -         |           | -         |           | -          |            | -          |            | -          |            |
| EPR                  | -          |            | -          |            | -         |           | -         |           | -         |           | -         |           | 37,34      | 4          | -          |            | -          |            |
| Totaal stemmen       | 1038       | 1038       | 1112       | 1112       | 1164      | 1164      | 1184      | 1184      | 1265      | 1265      | 1375      | 1375      | 1374       | 1374       | 1417       | 1417       | 1427       | 1427       |
| Opkomst %            |            |            |            |            | 94,48     | 94,48     | 94,04     | 94,04     | 94,19     | 94,19     | 95,09     | 95,09     | 91,36      | 91,36      | 91,89      | 91,89      | 90,03      | 90,03      |
| Blanco en ongeldig % | 1,93       | 1,93       | 2,43       | 2,43       | 4,81      | 4,81      | 6,93      | 6,93      | 6,09      | 6,09      | 3,85      | 3,85      | 6,26       | 6,26       | 7,20       | 7,20       | 4,70       | 4,70       |

### Burgemeesters
- ...-1994 : André Saintmard
- 1995-2000 : André Gobert
- 2000-2009 : Stéphane Herbeuval
- 2009-... : Carmen Ramlot